# John Baillie McIntosh
John Baillie McIntosh (6 juin 1829 – 29 juin 1888), bien que né en Floride, sert comme brigadier général de l'Armée de l'Union lors de la guerre de Sécession. Son frère, James M. McIntosh, sert en tant que général confédéré jusqu'à sa mort lors de la bataille de Pea Ridge en Arkansas en 1862(p402).

## Avant la guerre
McIntosh naît dans le fort Brooke (Tampa), dans le territoire de Floride, alors que son père est en service actif dans l'armée(p401).
Il sert comme enseigne de vaisseau dans la marine des États-Unis au cours de la guerre américano-mexicaine, et il démissionne en 1850(p401),. Il épouse Amelia Short(p401).
Par la suite, McIntosh est dans les affaires à New Brunswick dans le New Jersey.

## Guerre de Sécession
Lors du déclenchement de la guerre de Sécession, il est nommé second-lieutenant dans le 2nd U.S. Cavalry(p401). Il est promu premier lieutenant en avril 1862 et sert lors de la bataille de sept jours et la bataille d'Antietam, obtenant une promotion de commandant entre les batailles. Entrant dans l'armée des volontaires des États-Unis, McIntosh est nommé colonel du 3rd Pennsylvania Cavalry le 15 novembre 1862(p1233). Dans ce rôle, il prend le commandement d'une brigade dans le corps de cavalerie de l'armée du Potomac. Il prend part à la bataille de Kelly's Ford le 17 mars 1863(p1233). Il mène sa brigade lors de la campagne aboutissant à la bataille de Chancellorsville, obtenant un satisfecit du commandant de division, le brigadier général William W. Averell.
Lorsque le major général Alfred Pleasonton réorganise le corps de cavalerie à la suite de la bataille de Brandy Station, McIntosh devient un commandant de la brigade dans la deuxième division dirigée par brigadier général David McM. Gregg. McIntosh est malade après Chancellorsville, mais il est présent lorsque la division de Gregg combat lors de la bataille de Gettysburg. Il se distingue dans le combat contre J. E. B. Stuart sur East Cavalry Field le 3 juillet 1863. Lorsqu'une attaque confédérée menée par le major général Wade Hampton est à son apogée, McIntosh mène une partie de ses hommes dans une attaque de flanc contre les cavaliers qui attaquent. McIntosh est blessé lors d'une chute de cheval en septembre 1863(p402) ; et, après avoir recouvré de sa blessure, il est en service sur les défenses de Washington, DC, dans le XXIIe corps jusqu'en mai 1864(p1233).
McIntosh retourne dans l'armée du Potomac à temps pour être affecté à une brigade de la troisième division de cavalerie de brigadier général James H. Wilson lors de la bataille de la Wilderness. Au cours de cette bataille, il parvient à retenir un force d'infanterie largement plus importante pendant des heures(p1233). Il est encore à son commandement lors des opérations du major général Philip Sheridan, y compris au début de la campagne de la vallée de la Shenandoah. McIntosh perd une jambe à cause d'une blessure qu'il reçoit lors de la troisième bataille de Winchester, le 19 septembre 1864(p402). Plus tard, il obtient les brevets de promotion aux grades de major général des volontaires des États-Unis, de brigadier général de l'armée des États-Unis (armée régulière), et de major-général de l'armée des États-Unis.

## Après la guerre
McIntosh reste dans l'armée régulière après la guerre. Il est nommé lieutenant-colonel dans le 42nd U.S. Infantry dans le corps de réserve des vétérans(p402).
Il prend sa retraite de l'armée en 1870.
McIntosh meurt à Nouveau-Brunswick. Il y est enterré dans le cimetière d'Elmwood.